# جذور حرب الثمانين عاما
تتصف جذور حرب الثمانين عامًا بالتعقيد وقد كانت مصدر خلافات بين المؤرخين على امتداد عقود.
برزت الأراضي المنخفضة الهابسبورغية نتيجة للتوسع الإقليمي للدولة البرغونية في القرنين الرابع عشر والخامس عشر. ومع القضاء على الدولة البرغونية بين عامي 1477 و1482، ورث آل هابسبورغ هذه الأراضي وأصبح كارل الخامس ملكًا على إسبانيا والإمبراطور الروماني المقدس. في حين كان يغزو ويضم بقية ما سيصبح لاحقًا «الأقاليم السبعة عشر» خلال حروب خيلدرز ويسعى إلى إقامة كيان سياسي واحد تتمركز ضمنه هذه الأقاليم المتفرقة، كان كارل يطمح إلى مواجهة الإصلاح البروتستانتي بإصلاح مضاد وإبقاء جميع رعاياه خاضعين للكنيسة الكاثوليكية.
واصل فيليب الثاني ملك إسبانيا، بصفته ملكًا على هولندا الهابسبورغية، سياسات المركزة ومناهضة الهرطقة التي أطلقها والده كارل الخامس. تسبب ذلك بمقاومة متعاظمة بين النبلاء المعتدلين والشعب (الكاثوليك والمنشقين) في هولندا. أفضت أجواء المقاومة هذه في البداية إلى احتجاجات سلمية (وأيضًا من تسوية النبلاء)، إلا أنها تفجرت في صيف عام 1566 باحتجاجات عنيفة من قبل الكالفينيين، عرفت بغضب تحطيم الأيقونات في كافة أرجاء هولندا. كانت حاكمة هولندا الهابسبورغية، مارغريت هابسبورغ، وأيضًا السلطات الأدنى مستوى، تخشى من تمرد، فقدمت تنازلات إضافية إلى الكالفينيين، مثل تخصيص بعض الكنائس للعبادة الكالفينية، إلا أنه في شهر ديسمبر من عام 1566 ومطلع العام 1567 وقعت أولى المعارك بين المتمردين الكالفينيين والقوى الحكومية الهابسبورغية، ليبدأ ما سيعرف لاحقًا بحرب الثمانين عامًا.

## الخلفية

### التوسع الإقليمي البرغوني والهابسبورغي
عبر سلسلة من الزيجات والغزوات، وسع تعاقب لدوقات بورغونيين أقاليمهم الأصلية عن طريق إضافة مجموعة أراض إليها، كان من بينها الأقاليم السبعة عشر. تحت حكم البرغونيين (وخلفائهم الهابسبورغيين)، كان يشار بشكل رسمي إلى حصصهم في البلدان المنخفضة ب «دا ليندن فان هيرفارتز أوفر» وفي اللغة الفرنسية ب «لي بايي دو بار ديسا». عند ترجمتها، كانت هاتين العبارتين تعنيان «تلك الأراضي التي هنا» للعبارة الهولندية و«تلك الأراضي التي هناك» للعبارة الفرنسية.
خلقت وفاة الدوق البرغوني شارل الجريء خلال معركة نانسي (5 يناير 1477) أزمة فورية للدولة البرغونية. لم يترك الدوق أي وريث ذكر، وغزا الفرنسيون والسويسريون أراضيه على الفور ابتداءًا بحرب الخلافة البرغونية (1477 - 1482\1493). فُقدت الدوقية البرغونية ذاتها لمصلحة فرنسا في عام 1477، إلا أن هولندا البرغونية كانت ما تزال متماسكة حين ولد شارلكان، وريث هولندا عن طريق جدته ماري، في غنت في عام 1500. ترترع شارلكان في هولندا وكان يتحدث الهولندية والفرنسية والإسبانية بطلاقة، إضافة إلى تحدثه الألمانية قليلًا. في عام 1506، أصبح شارلكان لوردًا على هولندا. وفي عام 1516، ورث ممالك إسبانيا التي كانت قد أصبحت إمبراطورية عالمية مع الاستعمار الإسباني للأمريكيتين، وورث في عام 1519 أرشيدوقية النمسا. في النهاية، انتُخب شارلكان إمبراطوريًا رومانيًا مقدسًا في عام 1530. وعلى الرغم من أن الحرية الفريزية وخيلدرز أبدتا مقاومة مطولة تحت بيير جيرلوفس دونيا وكارل إيجموند على التوالي خلال حروب خيلدرز (1502-1543)، كانت هولندا بأكملها فعليًا قد دُمجت ضمن ممالك هابسبورغ بحلول الأربعينيات من القرن السادس عشر.

### مركزة هابسبورغ
كان جزء من ميزان القوى المتغير في أواخر العصور الوسطى يعني أن العديد من الإداريين الهولنديين، إضافة إلى النبلاء المحليين، لم يكونوا في تلك اللحظة أرستقراطيين تقليديين بل كانوا ينحدرون من العائلات غير النبيلة التي حسنت من مكانتها على مدى عقود. بحلول القرن الخامس عشر، كانت بروكسل قد أصبحت بذلك عاصمة الأمر الواقع للأقاليم السبعة عشر. ومنذ تاريخ يعود إلى العصور الوسطى، كانت مقاطعات هولندا، ممثلة بنبلائها والتجار الأثرياء من سكان المدن، ما تزال تمتلك درجة عالية من الاستقلال الذاتي في تعيين إدارييها. عقدت أول جلسة لمدراء ولايات هولندا في عام 1464 خلال حكم فيليب الطيب. في 11 من شهر فبراير من عام 1477، تمكن مدراء ولايات هولندا من إرغام ماري برغوني على منحهم الامتياز العظيم الذي كان عبارة عن مجموعة حقوق وامتيازات من المفترض أن يحترمها الدوقات البرغونيون. بدأ كارل الخامس وفيليب الثاني بتطوير إدارة الإمبراطورية عبر زيادة سلطة الحكومة المركزية في مسائل كالقانون والضرائب، وهي سياسة سببت ريبة ضمن صفوف النبلاء وطبقة التجار. وكان الاستيلاء على السلطة في مدينة أوتريخت في عام 1528 مثالًا عن هذا حين استبدل كارل الخامس مجلس أسياد الجيلد الذي كان يحكم المدينة بالستاتهاودر الخاص به الذي تولى صلاحيات دنيوية في كامل مقاطعة أوتريخت من أبرشية أوتريخت. أمر كارل ببناء قلعة فريدينبورغ شديدة التحصين لتوفير الحماية من دوقية خيلدرز وللسيطرة على مواطني أوتريخت.
تحت حكم ماري من المجر (1531-1555)، انتُزعت إلى حد كبير السلطة التقليدية من كل من ستاتهاودر المقاطعات وطبقة النبلاء العليا التي استبدلت بقضاة محترفين في مجلس مجلس الولاية.

### النظام الضريبي
كانت كونتية فلاندرز لمدة طويلة إقليمًا غنيًا ومحط أطماع الملوك الفرنسيين. وباتت الأقاليم الأخرى في هولندا أكثر غنى ونالت موقعًا في ريادة الأعمال. كانت إمبراطورية كارل الخامس قد أصبحت إمبراطورية عالمية مع أقاليم أمريكية وأوروبية شاسعة. غير أن الأقاليم الأوروبية كانت موزعة في أنحاء أوروبا. أعيقت السيطرة على هذه الأقاليم والدفاع عنها بسبب التفاوت بينها والامتداد الكبير لحدود الإمبراطورية. كانت هذه المملكة الضخمة في حرب دائمة تقريبًا مع جيرانها في قلب أوروبا، ولا سيما ضد فرنسا في الحروب الإيطالية وضد الإمبراطورية العثمانية في البحر المتوسط. وخيضت حروب أخرى ضد الأمراء البروتستانت في ألمانيا. دفع الهولنديون ضرائب كبيرة لتمويل هذه الحروب، إلا أنهم كانوا يرونها حروبًا ضرورية وفي بعض الأحيان مؤذية تمامًا لأنها كانت تخاض ضد أكثر شركائهم التجاريين أهمية.

### الإصلاح البروتستانتي
خلال القرن السادس عشر، نالت البروتستانتية سريعًا أرضية صلبة في أوروبا الشمالية. أفضى الإصلاح البروتستانتي إلى انتشار حركة تجديدية العماد التي قادها المصلح الهولندي مينو سيمونس وانتشار تعاليم القادة البروتستانت الأجانب مثل مارتن لوثر وجون كالفين. بعد قمع أولي، أبدت السلطات المحلية تسامحًا حيال البروتستانت الهولنديين. بحلول الستينيات من القرن السادس عشر، كانت الجماعة البروتستانتية قد اكتسبت نفوذًا كبيرًا في هولندا، على الرغم من بقائها أقلية. وفي مجتمع يعتمد على التجارة، كانت الحرية والتسامح يتمتعان بمكانة جوهرية. وعلى الرغم من ذلك، شعر كارل الخامس، وخليفته فيليب الثاني منذ العام 1555، أن من واجبهما هزيمة البروتستانتية التي كانت تعتبرها الكنيسة الكاثوليكية هرطقة وتهديدًا لاستقرار كامل النظام السياسي التراتبي. من الجهة الأخرى، أصر البروتستانت الهولنديون من أصحاب النزعة الأخلاقية القوية على أن لاهوتهم وتقواهم المخلصة وأسلوب حياتهم المتواضع كانا يتفوقان أخلاقيًا على العادات الباذخة والتدين السطحي للنبلاء الكنسيين. أفضت إجراءات القمع القاسية إلى مظالم متعاظمة في هولندا حيث كانت الحكومات المحلية قد تبنت خطاب التعايش السلمي. في النصف الثاني من القرن، تفاقمت الأوضاع. أرسل فيليب قواته لسحق التمرد وإعادة هولندا إلى الكاثوليكية. على الرغم من الفشل في محاولاته لإدخال محاكم التفتيش الإسبانية بشكل مباشر، كانت محاكم التفتيش في هولندا (استمرت حتى عام 1566) بالرغم من ذلك ما تزال تعسفية وقاسية بشكل كاف لإحداث كراهية قوية.

## الأحداث والتطورات

### تنازل كارل الخامس عن العرش مع اعتلاء فيليب الثاني العرش كملك (1555-1559)
حين بدأ الإمبراطور كارل الخامس تنازله التدريجي عن ممالكه العديدة في شهر أكتوبر من عام 1555، تولى ابنه فيليب الثاني حكم تجمع الدوقيات والمقاطعات وإقطاعيات أخرى عرفت باسم هولندا هابسبورغ. فعليًا شكلت هذه الدوقيات والمقاطعات والإقطاعيات الأخرى الحلقة البرغونية التي كانت ستنتقل، بموجب الاتفاقية البرغونية لعام 1548 والاتفاق البراغماتي لعام 1549، كوحدة في تعاقب وراثي بين آل هابسبورغ. في تلك الفترة، كان ذلك اتحادًا شخصيًا لسبعة عشر إقليمًا لا يجمع بينها سوى القليل بعيدًا عن حاكمها وإطار دستوري أُقر بصعوبة خلال الحكم السابق للحكام البرغونيين والهابسبورغيين. قسم هذا الإطار السلطة بين حكومات المدينة والنبلاء المحليين، وولايات إقليمية وستاتهاودر ملكي، وحكومة مركزية لثلاثة مجالس مكملة، مجلس الولاية ومجلس استشاري ومجلس مالي يساعد (عادةً) وصيًا على العرش، ومدراء ولايات هولندا. كان ميزان القوى يميل بشدة تجاه الحكومات المحلية والإقليمية. شأنه شان أسلافه، كان يتوجب على فيليب الثاني أن يؤكد في مراسم احتفالية هذه الوثائق الدستورية (مثل ميثاق الدخول المفرح) قبل اعتلائه العرش الدوقي. بعيدًا عن هذه الضمانات الدستورية، كان توازن القوة بين الحكومة المركزية والمحلية محميًا عن طريق اعتماد الحكومة المركزية على التجنيد الاستثنائي (بيدن) الذي منحه مدراء الولايات حين كانت عائدات الضرائب العادية لا تسدد المتطلبات المالية للحكومة المركزية (الأمر الذي كان يحدث مرارًا بسبب الحروب العديدة التي شنها كارل).